# Огаста (Монтана)
Огаста (англ. Augusta) — переписна місцевість (CDP) в США, в окрузі Льюїс-енд-Кларк штату Монтана. Населення — 316 осіб (2020).

## Географія
Огаста розташована за координатами 47°29′22″ пн. ш. 112°23′32″ зх. д. / 47.48944° пн. ш. 112.39222° зх. д. (47.489329, -112.392158).  За даними Бюро перепису населення США в 2010 році переписна місцевість мала площу 2,39 км², уся площа — суходіл.

## Демографія
Згідно з переписом 2010 року, у переписній місцевості мешкало 309 осіб у 163 домогосподарствах у складі 95 родин. Густота населення становила 129 осіб/км².  Було 218 помешкань (91/км²).
Расовий склад населення:
| - 95,1 % — білих - 3,2 % — корінних американців - 0,3 % — азіатів |

До двох чи більше рас належало 1,3 %. Частка іспаномовних становила 1,9 % від усіх жителів.
За віковим діапазоном населення розподілялося таким чином: 13,3 % — особи молодші 18 років, 55,3 % — особи у віці 18—64 років, 31,4 % — особи у віці 65 років та старші. Медіана віку мешканця становила 55,9 року. На 100 осіб жіночої статі у переписній місцевості припадало 106,0 чоловіків;  на 100 жінок у віці від 18 років та старших — 94,2 чоловіків також старших 18 років.
Середній дохід на одне домашнє господарство  становив 61 033 долари США (медіана — 48 958), а середній дохід на одну сім'ю — 76 920 доларів (медіана — 55 833). За межею бідності перебувало 6,7 % осіб, у тому числі 0,0 % дітей у віці до 18 років та 10,8 % осіб у віці 65 років та старших.
Цивільне працевлаштоване населення становило 116 осіб. Основні галузі зайнятості: мистецтво, розваги та відпочинок — 18,1 %, роздрібна торгівля — 17,2 %, освіта, охорона здоров'я та соціальна допомога — 17,2 %.